# Praga AV
Der Praga AV wurde parallel zum Praga Golden aufgrund einer Forderung des tschechoslowakischen Militärs für ein geländegängiges Kommandeursfahrzeug entwickelt. 

## Geschichte
Nach umfassender Erprobung und anschließender Annahme des Fahrzeugs durch die tschechische Armee entstanden 30 Fahrzeuge 1936 , 1937 weitere 291 Stück, zusammen also 321 Stück. Bei Spielberger findet sich dagegen die Angabe von 389 an die tschechischen Streitkräfte gelieferten Fahrzeugen, letztere Zahl wird in Deutschland vielfach abgeschrieben und übernommen. 
Die meisten Fahrzeuge wurden 1939 von der Wehrmacht übernommen, es werden indessen auch einige Fahrzeuge, die im März 1939 im später slowakischen Gebiet stationiert waren, in die slowakische Armee eingegliedert worden sein.

## Technik
Die Typenbezeichnung AV (Alfa vojenská = ‚Militär-Alfa‘) ist etwas irreführend, da die Technik mit der des Praga Alfa nichts zu tun hatte, sondern in vieler Hinsicht der des Praga Golden glich. Das galt insbesondere für den wassergekühlten Sechszylindermotor mit 80 mm Bohrung und 115 mm Hub, der 70 PS (51 kW) bei 3500/min entwickelte. Das Fahrgestell war – damaliger Bauweise eines schweren Gelände-PKW entsprechend – dreiachsig, beide Hinterachsen waren angetrieben (6 × 4). Die Vorderräder waren einzeln an Doppelquerlenkern mit Schraubenfedern aufgehängt, die hinteren Räder wurden an Pendelachsen mit Auslegerblattfedern geführt. Das Fahrzeug war 5,10 m lang und 1,75 m breit, der Radstand betrug 2,50 + 0,92 m. Der Wagen bot Platz für 6 Personen. Das Getriebe hatte 3 Vorwärts- und einen Rückwärtsgang sowie ein zusätzliches Vorgelegegetriebe. Das Fahrzeug wog leer 1740 und beladen 2200 kg. Der Verbrauch lag bei 28 Litern Benzin und 0,3 Litern Öl/100 km, die Höchstgeschwindigkeit betrug 92,5 km/h. 
Der bisweilen geäußerte Behauptung: Der Praga AV sei eine PKW-Variante des Gelände-LKW Praga RV gewesen, man habe lediglich eine PKW-Karosserie auf das Fahrgestell des LKW Praga RV gesetzt (ähnlich, wie es bei den PKW-Varianten der Krupp-Protze geschah), stimmt nicht: Praga AV und RV hatten zwar den gleichen Motor, der Praga AV war aber erheblich zierlicher gebaut als der Praga RV, es weisen die Maße beider Fahrzeugtypen (Länge, Breite, Radstand, Leergewicht und Nutzlast) erhebliche Unterschiede auf, das Getriebe war auch nicht gleich.
Ein Praga AV hat bis heute überlebt und ist im militärtechnischen Museum in Lešany (Vojenské technické muzeum Lešany) zu besichtigen.